# Die Todesmühlen
Die Todesmühlen, Death Mills, ist der erste, unmittelbar nach der Befreiung durch die USA produzierte Dokumentarfilm über die Konzentrationslager. Er wurde für Vorführungen im besetzten Deutschland und Österreich unter der Regie des Exiltschechen Hanuš Burger hergestellt und sollte im Sinne der Reeducation zur Konfrontation der deutschen Bevölkerung mit den unter ihren Augen begangenen Verbrechen dienen. Für die englische Version des Films zeichnete Billy Wilder verantwortlich, der auch die deutschsprachige Fassung überwachte.

## Entstehung
Der Dokumentarfilm wurde von der Wochenschau-Abteilung der Information Control Division (ICD) der amerikanischen Besatzungsmacht in einer deutschen, einer jiddischen und einer englischen Fassung produziert. Ein ähnliches Projekt mit Alfred Hitchcock (Night Will Fall), das eingestellt worden war, lieferte Teile des Materials. Ein Großteil des Films besteht aus Sequenzen der Dokumentation Nazi-Konzentrationslager (Originaltitel Nazi Concentration Camps). Die Psychological Warfare Division, eine anglo-amerikanische Einheit zur psychologischen Kriegsführung, setzte den Film Die Todesmühlen im Rahmen der Umerziehungs- und Entnazifizierungsbemühungen ein. Der im Juli 1945 fertiggestellte Dokumentarfilm wurde im Oktober 1945 uraufgeführt und ab Januar 1946 in den Kinos in Bayern und ab März 1946 in Hessen, Hamburg und Berlin (West) gezeigt.

## Inhalt
Der Film setzt sich überwiegend aus Dokumentationsmaterial aus verschiedenen, kurz zuvor befreiten deutschen Konzentrations- bzw. Vernichtungslagern zusammen, unter anderem aus Dachau, Auschwitz, Majdanek, Bergen-Belsen, Buchenwald sowie der Tötungsanstalt Hadamar. Der Film ist mit ernster klassischer Musik unterlegt, wurde mit englischem und deutschsprachigem Ton versehen und hat eine Länge von 22 Minuten. Er war zunächst als erzählender, historisch erklärender Langfilm mit fiktiver Rahmenhandlung geplant. Da dies jedoch zu viel Vorbereitungszeit erfordert hätte und nicht ins alliierte Konzept passte, wurde er zum Dokumentarfilm zusammengeschnitten.
Der Film zeigt, was die Alliierten bei der Befreiung der Konzentrationslager vorgefunden haben: die Überlebenden, die Lebensbedingungen in den Lagern sowie die Beweise für den Massenmord. Die Konzentrationslager werden auch als Geldmaschinen für die Nazis gezeigt. Brillen, Schuhe, Familienerbstücke und andere Wertgegenstände der Opfer wurden verkauft. Den Bauern in der Umgebung verkaufte man die Asche der Leichen aus den Krematorien als Dünger. Außerdem werden Befragungen der gefangenen Lagerwachen, die zwangsweise Besichtigung der Lager durch die Bevölkerung aus der Umgebung sowie Besuche bekannter Persönlichkeiten wie General Eisenhower, General Omar Nelson Bradley oder des Erzbischofs von Canterbury gezeigt.
Zwischen Ausschnitten aus Leni Riefenstahls Film Triumph des Willens mit jubelnden Deutschen, die den Hitlergruß zeigen, werden Marschkolonnen deutscher Bürger zu den Konzentrationslagern montiert. Schließlich endet der Film mit einer Szene, in der Männer mit geschulterten Kreuzen und Schaufeln zur Feldscheune bei Gardelegen ziehen, in der etwa 1000 verbrannte Leichen liegen. Die KZ-Häftlinge waren auf ihrem Todesmarsch acht Tage vorher dort ermordet worden.

## Rezeption
Erich Kästner, damals Feuilletonchef der Neuen Zeitung, fielen betreten schweigende oder vorwurfsvoll „Propaganda“ murmelnde deutsche Filmbesucher nach dessen Vorführung auf. Er fragte die Leser: „Hätte man ihnen diesen Film nicht zeigen sollen oder wollten sie die Wahrheit nicht wissen?“ Die Hoffnung der alliierten Kulturoffiziere, der Film könnte das Bewusstsein der Deutschen umgehend und tiefgreifend verändern, erfüllte sich nicht. Das Werk gilt aber zusammen mit dem zehn Jahre später erschienenen Dokumentarfilm Nacht und Nebel als Beginn, historische Dokumentationen zur Massenbeeinflussung bezüglich der nationalsozialistischen Vergangenheit einzusetzen.